# Xysticus ferox
Xysticus ferox es una especie de araña cangrejo del género Xysticus, familia Thomisidae. Fue descrita científicamente por Hentz en 1847.

## Distribución geográfica
Habita en Canadá y los Estados Unidos.